# Karnawał dusz
Karnawał dusz (tytuł oryg. Carnival of Souls, alternat. tytuł polski Karnawał umarłych) – amerykański filmowy horror z 1962 roku.

## Fabuła
Mary Henry uległa poważnemu wypadkowi, ale uszła z życiem. Stara się dojść do siebie i przyjmuje posadę organistki w kościele. Zaczyna prześladować ją tajemniczy, upiorny mężczyzna.

## Główne role
- Candace Hilligoss − Mary Henry
- Frances Feist − pani Thomas
- Sidney Berger − John Linden
- Art Ellison − minister
- Stan Levitt − dr. Samuels
- Herk Harvey − "Mężczyzna"
- Bill Sollner - Zombie nad jeziorem
- Peter Schnitzler - Chodzące zwłoki
- Tom McGinnis - Szef fabryki
- Bill de Jarnette - Mechanik
- Steve Boozer - Chip

i inni.

## Opinie
Albert Nowicki (His Name is Death) podsumował film, pisząc: "Opowieść o niezrozumieniu i gniewie egzystencjalnym, kuriozum, pełne dziwacznych zależności, niekiedy wręcz eksperymentalne w formie i treści. Aspołeczny, pasywny stosunek Mary do życia stawia filary ciekawych kontekstów scenariuszowych, choć wiele się z tej podbudowy nie wywiązuje. Najlepiej traktować Karnawał... jako marę senną, przełożoną na duży ekran, jako wariację na temat Wampira Carla Theodora Dreyera."

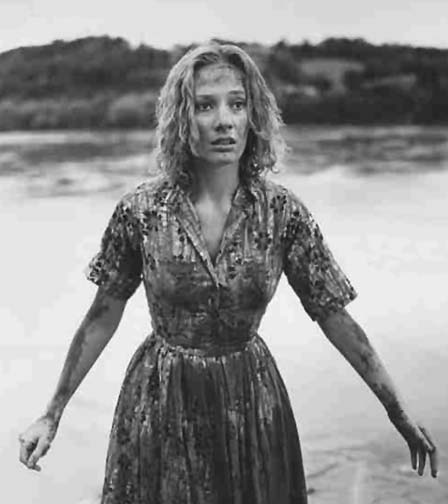
Candace Hilligoss w scenie z filmu.